# Fronti nulla fides
Fronti nulla fides лат. (изговор: фронти нула фидес). Не вјеруј спољашњости. (Јувенал)

## Изрека другачије
„Foris Cato, intus Nero“ лат. (изговор: форис като, интус неро). Споља Катон, унутра Нерон.

## Изрека у српском језику
„Споља гладац, изнутра јадац“ или
„Споља калај, изнутра белај“

## Тумачење
Све ове изреке кажу да не треба вјеровати спољашњости. Да се лако може преварити судећи на први поглед, јер нешто споља изгледа као Катон, поштено и пуно врлине, а у ствари је као Нерон, непоштено и злочиначко.